# Karl Twesten
Karl Twesten, född den 23 april 1820, död den 11 oktober 1870, var en tysk jurist och politiker, son till August Detlev Christian Twesten.
Twesten blev 1855 domare vid stadsrätten i Berlin (till 1868), och riktade 1861 i en flygskrift ett skarpt angrepp mot militärkabinettets chef general Manteuffel; detta ådrog honom en duell, i vilken han fick sin högra arm krossad. År 1862 valdes han till underhuset, blev snart en av Framstegspartiets ledare och var ordförande i viktiga utskott, särskilt om härordningen.
Han sökte en lösning på grundvalen av tjänstetidens nedsättande till två år. Men efter tyska enhetskriget 1866 var han med om att grundlägga det nationalliberala partiet och verka för en politisk kompromiss med regeringen, samt for genomförandet av den nya nordtyska förbundsförfattningen. I den nordtyska riksdagen spelade han en viktig roll både vid författningens avfattande och vid härfrågans avgörande.
Utöver skrifter om Schiller (1863) och Macchiavelli (1868) efterlämnade han ett större verk: Die religiösen, politischen und sozialen Ideen der asiatischen Kulturvolker und der Ägypter (2 band 1872—1873).